# Eulasia jordanica
Eulasia jordanica is een keversoort uit de familie Glaphyridae. De wetenschappelijke naam van de soort is voor het eerst geldig gepubliceerd in 1992 door Mitter.